# Nederlandse literatuur in de renaissance
De Nederlandse letterkunde in de renaissance beslaat de literaire productie in de Nederlanden in de periode die begint halverwege de zestiende eeuw en loopt tot ongeveer 1670. Traditioneel wordt de oprichting van het genootschap Nil Volentibus Arduum in 1669 als het eindpunt beschouwd. In de Nederlandse literatuurgeschiedenis kan men niet werkelijk gewagen van een barokke periode, omdat de renaissance in onze gebieden vrij laat is doorgedrongen. 

## Achtergrond
De veranderingen binnen de literatuur, zowel in de Nederlanden als daarbuiten, komen vooral voor rekening van drie belangrijke bewegingen in deze periode: humanisme, renaissance en reformatie. De richting die de Nederlandse literatuur nam, werd daarnaast ook beïnvloed door een interne ontwikkeling: als gevolg van de oorlog tegen Spanje verschoof het zwaartepunt van de Nederlandse literatuur van de zuidelijke naar de noordelijke provincies. De provincie Holland werd het culturele, economische en politieke centrum van de Lage Landen, en vanaf het einde van de zestiende eeuw ook van de belangrijkste schrijvers. De invloed van de intellectuelen uit het zuiden was aanzienlijk, zowel op de taal als op de verdere ontwikkeling van de Nederlandse letterkunde in het noorden. Zo begint de renaissance in de Nederlanden met Lucas d'Heere, Karel van Mander en Jan van der Noot, die allen om religieuze redenen vanuit het zuiden waren gevlucht, en het Hollandse dialect, dat tot het 'Algemeen beschaafd Nederlands' zou uitgroeien, onderging na de immigratie van aanzienlijke burgers uit het zuiden ook invloed van het Brabants, dat een 'chique' uitstraling had. Twee van de bekendste en populairste toneelstukken van de rederijkers, die hierna besproken zullen worden, Elckerlijc en Mariken van Nieumeghen, waren overigens in Brabant ontstaan.

## Rederijkers als overgang
De 'kamers' van de rederijkers domineerden vooral de 15e-eeuwse Nederlandstalige literatuur, maar sommige zoals De Eglantier wisten zich tot ver in de 16e eeuw te handhaven. Deze amateur-dichters en voordrachtskunstenaars organiseerden zich naar Frans voorbeeld, eerst in de Zuidelijke Nederlanden, in verenigingen van "rhétoriqueurs".
De overgang van de late middeleeuwen naar de renaissance kan in werkelijkheid niet als een scheidslijn worden beschouwd, en dit geldt ook voor de Nederlandstalige middeleeuwse literatuur en de letterkunde die erop volgt. Allengs worden de versvormen strakker doordat er een regelmatiger metrum wordt toegepast, en langzaam neemt ook de belangstelling toe voor een volkstaal in de zin van een eenheidstaal, die de regionale varianten (regiolecten) oversteeg. In diverse opzichten vormen de rederijkers een brug tussen beide fasen in de Nederlandse literatuurgeschiedenis. Hun werk is net als vrijwel alle middeleeuwse literatuur sterk didactisch van inslag, met veel aandacht voor godsdienstige, sociale en morele kwesties. Het mirakelspel Mariken van Nieumeghen bevat enerzijds veel rederijkerskenmerken zoals het godsdienstig-moraliserende karakter, maar daarnaast is het veelvuldige gebruik van de soms platte volkstaal in dit stuk zeer ongebruikelijk voor de geestelijke literatuur van die tijd. Het stuk wordt daarom als een echt overgangswerk van de Middeleeuwen naar de Renaissance gezien. De ten tijde van de Tachtigjarige Oorlog geschreven Geuzenliederen zijn wat betreft hun vorm ook nog echte rederijkersgedichten, alhoewel ze inhoudelijk juist fel tegen de rooms-katholieke kerk gericht zijn.
Hoewel men hun werk vaak als geknutsel heeft afgedaan, waarin taalgrapjes en spitsvondigheden een grotere rol speelden dat literaire inspiratie en vernieuwing, zijn zij (juist daardoor) zeer bewust met taalvormen en taalbouwsels bezig geweest. Het literaire gehalte van hun werk mag dan niet altijd hoog zijn, aandacht voor vormen leverde wel degelijk gedichten van goede kwaliteit op, zoals de rondelen van de Bruggeling Anthonis de Roovere. Toen aan het einde van de zestiende eeuw de eerste sonnetten in het Nederlands verschenen, een typische renaissancevorm, die uit Italië stamde, was de weg ervoor dan ook geplaveid. Tot in later perioden, zoals in de acrosticha van Vondel, vindt men de oude, bekende vormen terug. Het Wilhelmus, dat misschien door Filips van Marnix van Sint-Aldegonde werd geschreven, is ook een acrostichon.
Ook de hang naar een eenheidstaal vindt reeds zijn voorloper bij de rederijkers. De literatoren van de renaissance wilden het Nederlands een eigen bestaansrecht geven naast het Latijn van wetenschap en religie, maar troffen een landstaal aan die nog vrij sterk in dialecten gefragmenteerd was, en waarin bovendien, voor wat de literaire vormen betrof, door de rederijkers vele Franse elementen waren binnengebracht. Toch waren het juist die rederijkers geweest die mede een aanzet hadden gegeven tot het ontstaan van een dialectoverstijgende taal. Want de onderlinge wedstrijden (landjuwelen) die zij organiseerden, waren bijeenkomsten met deelnemers uit verschillende regio's, en in de toneelstukken en dichtwerken die op die landjuwelen werden gepresenteerd, waakten de auteurs ertegen zich van een taal te bedienen die al te zeer streekgebonden was.

## Humanisme en classicisme
Voor zover het begin van de renaissance in de Lage Landen echter valt vast te stellen, vindt het ongeveer gelijktijdig plaats met de opkomst van het renaissancistische humanisme. Beide stromingen moeten desondanks van elkaar worden onderscheiden.
Het humanisme was vooral een filosofisch-ethische richting, die zich richtte op waarden. Het had een voorloper gehad in de veertiende-eeuwse Moderne Devotie, de religieuze stroming die de contemplatieve navolging van Christus nieuw leven had ingeblazen; en in de zestiende eeuw vond het zijn grote exponent in de figuur van Desiderius Erasmus. Kritisch maar tolerant was hij in zijn tijd de grootste geleerde van het Nederlandse taalgebied, wiens werk (in het Latijn) internationaal van bijzondere invloed was. Ook de ethici Coornhert en Spiegel drukten hun stempel op dit humanisme, terwijl de wetenschapper Simon Stevin eraan gerelateerd was.
Door de benarde positie van de zuidelijke Nederlanden - in het bijzonder na de val van Antwerpen - was het culturele, politieke en economische accent inmiddels naar het noorden verschoven. Toch bevond zich in Antwerpen nog een humanistisch centrum van groot nationaal en internationaal belang: de drukker-uitgever Christoffel Plantijn was de grootste uitgever van zijn tijd in de Nederlanden.
In tegenstelling tot het humanisme was de renaissance een stroming binnen kunst en wetenschap. Die stroming vertoonde vele bestaande elementen, was met vele van haar wortels stevig in de Middeleeuwen gebaseerd en greep terug op de klassieke oudheid, maar het is kenmerkend voor deze stroming dat die elementen juist in de renaissance bijeenkwamen en aan kunsten en wetenschappen nieuwe impulsen boden.

## Nieuwe genres
Veel meer dan in de Middeleeuwen hechtte men in de Renaissance waarde aan de vorm van een literair werk. Belangrijk genres uit de Klassieke Oudheid die in de Renaissance opnieuw werden beoefend waren het epos, de ode en het epigram dat in de Nederlanden onder meer werd beoefend door Constantijn Huygens. Ook de klassieke tragedie raakte opnieuw in zwang. Daarnaast ontstonden er echt nieuwe literair genres, waarvan met name het emblema en het sonnet ook bij Nederlandse renaissancistische schrijvers (P.C. Hooft, Constantijn Huygens, Jacob Cats, Jan Luyken) zeer populair was. Het aforisme en het essay ontstonden als nieuw genre in andere Europese landen ten tijde van de Renaissance, maar werden pas eeuwen later ook in het Nederlandse taalgebied beoefend.

## Belangrijke auteurs

### Rederijkers
- Jan Brugman (1400-1473)
- Suster Bertken (1426/1427-1514)
- Anthonis de Roovere (ca. 1430-1482)
- Colijn van Rijssele (ca. 1430-ca. 1500)
- Cornelis Everaert (ca. 1480-1556)
- Matthijs de Castelein (1485-1550)
- Anna Bijns (1493-1575)
- Cornelis van Ghistele (1510/1511-1573)
- Elckerlyc (eerst gedrukt in 1495), toegeschreven aan Peter van Diest (1451-1507)
- auteur van Mariken van Nieumeghen (eerst gedrukt in 1518)

### Humanisme en renaissance
- Dirck Volkertsz. Coornhert (1522-1590)
- Filips van Marnix van Sint-Aldegonde (1538-1598)
- Jan van der Noot (1539-ca. 1595)
- Jan van Hout (1542-1609)
- Karel van Mander (1548-1606)
- Hendrik Laurensz. Spiegel (1549-1612)
- Jacob Cats (1577-1660)
- Daniël Heinsius (1580-1655)
- Pieter Cornelisz. Hooft (1581-1647)
- Justus de Harduwijn (1582-1636)
- Gerbrand Adriaensz. Bredero (1585-1618)
- Joost van den Vondel (1587-1679)
- Constantijn Huygens (1596-1687)
- Adriaan Poirters (1605-1674)
- Michiel de Swaen (1654-1707)